# Картка з магнітною смугою

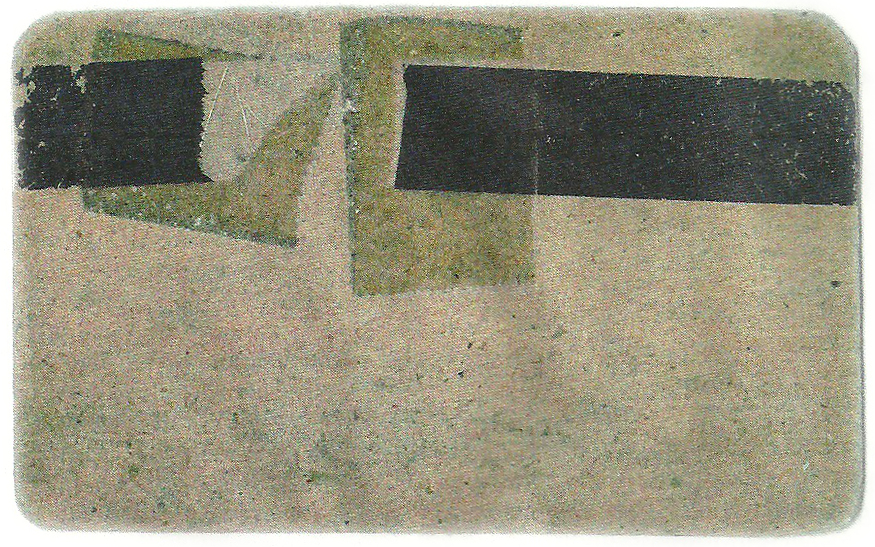
Перший прототип картки з магнітною смугою, створеної IBM в 1960. Смужку целофанової магнітної стрічки зафіксовано на шматочку картону клейкою стрічкою

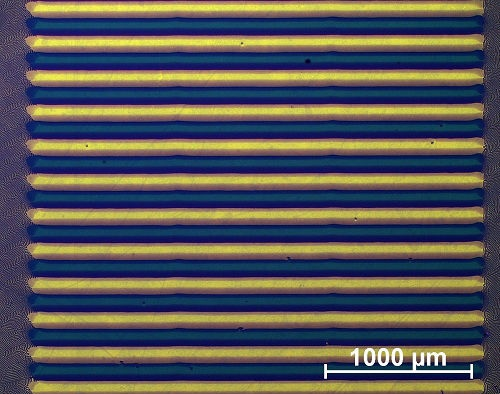
Детальна візуалізація магнітно збереженої інформації на картці з магнітною смугою (запис з CMOS-MagView).

Картка з магнітною смугою — тип карток, які мають можливість зберігання та зміни даних на магнітному носії шляхом намагнічування крихітних з включенням заліза частинок з магнітного матеріалу, розташованих на картці у вигляді поздовжньої смуги. Магнітна смуга зчитується шляхом проведення по ній зчитувальною магнітною голівкою. 

## Історія
Магнітний запис на сталевій стрічці та проволці винайдена під час Другої світової війни для запису звуку. У 1950-х винайдений магнітний запис цифрових комп'ютерних даних на пластиковій стрічці, покритій оксидом заліза. 
У 1960 IBM, працюючи за контрактом на Федеральний уряд США над системами безпеки, використовувала ідею магнітної стрічки для розробки надійного способу убезпечити магнітні смуги на пластикових картках. Останнім часом такі міжнародні стандарти міжнародної організації по стандартизації, як ISO/IEC 7810, ISO/IEC 7811, ISO/IEC 7812, ISO/IEC 7813, ISO 8583 і ISO/IEC 4909, визначають фізичні властивості карток, включаючи їх розмір, гнучкість, розташування магнітної смуги, магнітні характеристики та формат даних. Вони також забезпечують стандарти платіжних карток, включаючи виділення діапазонів номерів для карток, що випускаються різними фінансовими інститутами. 

## Інші види карток
Новим поколінням карток, що містять інтегрований чип, є смарт-картки. Картка може мати металеві контакти, що фізично з'єднують картку зі зчитувальним пристроєм, в той час як безконтактні картки використовують магнітне поле або радіочастоти (RFID) для читання на короткій відстані. 
Гібридні картки на додаток до чипу включають в себе магнітну смугу — найчастіше це зустрічається в банківських платіжних картках, що робить ці картки сумісними з платіжними терміналами, в яких немає зчитувача смарт-карток. 
Картки мають потрійний функціонал: магнітну смугу, мікрочип і чип RFID, який також стає все поширенішою вимогою до використання таких карток. 